# Schildrand
Als Schildrand, auch Schildbord oder Bordüre, wird in der Heraldik die natürliche Begrenzung des Schildes bezeichnet. Der Schildrand darf nicht mit dem Heroldsbild Bord oder Schildesrand verwechselt werden.
Für eine Wappenfigur ist die Berührung des Schildrandes von bestimmender Bedeutung. Diese wird bei Berührung zum Heroldsbild. Bei Nichtberührung blasoniert der Heraldiker abgeledigt oder schwebend. Wird die Figur mit abgekürzt beschrieben, wird der Schildrand in irgendeinem Punkt nicht berührt.